# Xã Leidy, Quận Clinton, Pennsylvania
Xã Leidy (tiếng Anh: Leidy Township) là một xã thuộc quận Clinton, tiểu bang Pennsylvania, Hoa Kỳ. Năm 2010, dân số của xã này là 180 người.